# マルティン・フンツフェルト
マルティン・フンツフェルト（Martin Hundsfeld, Huntzfeld, Hundfeld）は、15世紀初頭ドイツの剣術家。1452年以前に死去している。ヴュルツブルクの東20kmほどに位置する村フンツフェルトの出身と推測されている。彼の教えは、ペーター・フォン・ダンツィヒの『写本44A8』およびハンス・フォン・シュパイアーの『M I 9』のなかに記されている。また、パウルス・カールによって「リヒテナウアーの友」のひとりに数えられている。
| スタブアイコン | サブスタブ | この項目は、まだ閲覧者の調べものの参照としては役立たない、人物に関連した書きかけの項目です。この項目を加筆・訂正などしてくださる協力者を求めています（P:人物伝/PJ:人物伝）。 |